# エーゴン・アイクシュテット
エーゴン・フライヘア（男爵）・フォン・アイクシュテット（Egon Freiherr von Eickstedt, 1892年4月10日 - 1965年12月20日）は、ドイツの人類学者。
ベルリン大学のルシャンに師事し、フライブルク大学、ウィーン大学、ミュンヘン大学などで人類学を修め、1929年にブレスラウ大学で教授に就任し、1926年にはインド、1937年には東南アジアを訪れて人種調査を行い、1948年にドイツ人類学会を創設した。
1934年に著した『人種学と人類史』は人種学の成書としてバイブル的な扱いを受けている。また、1963年にはライフワークとして20年以上の歳月を費やした『人間の研究』を刊行している。